# マジェスティプロモーション
マジェスティプロモーションは、日本の芸能事務所。主に声優のマネージメントを行っている。経営理念に「1努力、2忍耐、3感性、4表現、5個性」を掲げている。

## 概要
事務所名の一部が「マジェスティ」または「マジェスティー」と表記が分かれている場合があるが、公式情報と社名から「マジェスティ」が正しい表記とみられる。提携会社にはMTKボイスアクターズスクールなどがある。付属養成所のほかに声優塾も備えている。講師は天野月子（プロデューサー）と風間慎一（声優）。
提携先で複数のWEBラジオを配信するなど、内外に制作提携のネットワークを持っている。2010年1月1日に所属声優の磯部ゆみ・大友麻衣・鳥渡悠司・田口直昇が同時に改名したが、各自の旧名は公開されていない。（旧所属者名から、春日悠希・水城螢・蒼井ゆみな・朱谷まいなの4名とみられる）

## 所属声優

### 男性
- 滝澤まさや
- 田口直昇
- 鳥渡悠司

### 女性
- 磯部ゆみ
- 大友麻衣
- 高橋美羽

## 音楽ユニット
- D.I.V.A
  - Yumi
  - KAZ

## かつて所属していた声優
- 風間慎一
- 高橋美桜